# Clase de isomorfismo
Una clase de isomorfismo es una colección de objetos matemáticos isomorfos con cierto objeto matemático. Un objeto matemático consiste generalmente en un conjunto y algunas relaciones matemáticas y operaciones definidas sobre este conjunto.
A menudo, las clases de isomorfismo se definen porque la identidad exacta de los elementos del conjunto se considera irrelevante, y se estudian las propiedades de la estructura del objeto matemático.
Ejemplos de esto son los ordinales y grafos.